# 1678
1678 (MDCLXXVIII) fue un año común comenzado en sábado, según el calendario gregoriano.

## Acontecimientos
- John Bunyan publica su novela, El progreso del peregrino.

## Nacimientos

### Marzo
- 4 de marzo: Antonio Vivaldi, compositor italiano (f. 1741)
- 7 de marzo: Filippo Juvara, arquitecto italiano (f. 1736)
- 20 de marzo: Antonio Viladomat, pintor barroco español (f. 1755)

### Mayo
- 3 de mayo: Amaro Pargo, corsario y comerciante español (f. 1747)

### Julio
- 26 de julio: José I de Habsburgo, Emperador del Sacro Imperio Romano Germánico (f. 1771)

### Circa
- John Senex, cartógrafo inglés.

## Fallecimientos
- 12 de abril: Thomas Stanley, escritor inglés (n. 1625)
- 18 de octubre: Jacob Jordaens, pintor flamenco (n. 1593)